# Liste des biens culturels d'importance nationale dans le canton du Jura

Blason du canton du Jura.

Cette liste présente les biens culturels d'importance nationale dans le canton du Jura. Cette liste correspond à l'édition 2009 de l'Inventaire Suisse des biens culturels d'importance nationale (Objets A) pour le canton du Jura. Il est trié par commune et inclus : 29 bâtiments séparés, 6 collections et 11 sites archéologiques.

## Inventaire
| Photo | Objet                                                                      | Type | Type | Type | Type | Type | Type | Type | Adresse                     | Commune               | Coordonnées                      |
| Photo | Objet                                                                      | A    | Arch | B    | E    | M    | O    | S    | Adresse                     | Commune               | Coordonnées                      |
| ----- | -------------------------------------------------------------------------- | ---- | ---- | ---- | ---- | ---- | ---- | ---- | --------------------------- | --------------------- | -------------------------------- |
|       | Noir Bois (site paléolithique/médiéval)                                    | A    |      |      |      |      |      |      |                             | Alle                  | 47° 25′ 05″ nord, 7° 06′ 53″ est |
|       | Pré Monsieur (site paléolithique)                                          | A    |      |      |      |      |      |      |                             | Alle                  | 47° 25′ 07″ nord, 7° 06′ 29″ est |
|       | Buix : Prairie Dessous (villa gallo-romaine)                               | A    |      |      |      |      |      |      |                             | Basse-Allaine         | 47° 29′ 03″ nord, 7° 01′ 35″ est |
|       | Montignez : ancien Prieuré de Grandgourt                                   |      |      |      | E    |      |      |      |                             | Basse-Allaine         | 47° 28′ 15″ nord, 7° 02′ 52″ est |
|       | Ferme Chavon-Dessous                                                       |      |      |      | E    |      |      |      | Impasse du Chavon-Dessous 1 | Boncourt              | 47° 29′ 48″ nord, 7° 00′ 47″ est |
|       | Montmelon : Ferme                                                          |      |      |      | E    |      |      |      | Chez Danville 5             | Clos du Doubs         | 47° 21′ 37″ nord, 7° 11′ 13″ est |
|       | Ocourt : Château de Montvoie                                               |      |      |      | E    |      |      |      |                             | Clos du Doubs         | 47° 21′ 57″ nord, 7° 03′ 24″ est |
|       | Saint-Ursanne : collégiale, cloître et ancienne église Saint-Pierre        | A    |      |      |      |      | O    |      |                             | Clos du Doubs         | 47° 21′ 53″ nord, 7° 09′ 13″ est |
|       | Saint-Ursanne : fortifications                                             |      |      |      |      | O    |      |      |                             | Clos du Doubs         | 47° 22′ 02″ nord, 7° 09′ 16″ est |
|       | Saint-Ursanne : pont sur le Doubs                                          |      |      |      | E    |      |      |      | Rue de 3 février            | Clos du Doubs         | 47° 21′ 51″ nord, 7° 09′ 17″ est |
|       | Saint-Ursanne : ville médiévale                                            | A    |      |      |      |      |      |      |                             | Clos du Doubs         | 47° 21′ 52″ nord, 7° 09′ 14″ est |
|       | Mont-Terri (site préhistorique/château médiéval)                           | A    |      |      |      |      |      |      |                             | Cornol                | 47° 23′ 28″ nord, 7° 09′ 40″ est |
|       | Église Saint-Germain-d’Auxerre                                             |      |      |      | E    |      |      |      | Chemin des Reus 1           | Courfaivre            | 47° 20′ 03″ nord, 7° 16′ 58″ est |
|       | Pierre-Percée (dolmen néolithique)                                         | A    |      |      |      |      |      |      |                             | Courgenay             | 47° 24′ 22″ nord, 7° 07′ 07″ est |
|       | Chapelle du Vorbourg avec ex-voto                                          |      |      |      |      | O    |      |      | Route du Vorbourg 188       | Delémont              | 47° 22′ 46″ nord, 7° 21′ 29″ est |
|       | Château de Delémont                                                        |      |      |      | E    |      |      |      | Rue du 23-Juin 21–25        | Delémont              | 47° 21′ 50″ nord, 7° 20′ 34″ est |
|       | Église Saint-Marcel                                                        |      |      |      | E    |      |      |      | Place de l’Église 3         | Delémont              | 47° 21′ 52″ nord, 7° 20′ 37″ est |
|       | Musée jurassien d'art et d'histoire et Tour Rouge                          |      |      |      |      | O    | M    |      | Rue de 23-Juin 52           | Delémont              | 47° 21′ 52″ nord, 7° 20′ 31″ est |
|       | Rotonde pour locomotives, remises                                          |      |      |      |      | O    |      |      | Place des voies CFF         | Delémont              | 47° 21′ 48″ nord, 7° 21′ 33″ est |
|       | Ferme                                                                      |      |      |      | E    |      |      |      | Bout-Dessous 18             | Fahy                  | 47° 25′ 04″ nord, 6° 57′ 10″ est |
|       | Maison d'habitation                                                        |      |      |      | E    |      |      |      | Bout-Dessous 19             | Fahy                  | 47° 25′ 03″ nord, 6° 57′ 09″ est |
|       | Ferme                                                                      |      |      |      | E    |      |      |      | Au Village 17               | Glovelier             | 47° 19′ 58″ nord, 7° 12′ 08″ est |
|       | Asuel : ruines de château / ville abandonnée                               | A    |      |      |      |      |      |      |                             | La Baroche            | 47° 23′ 57″ nord, 7° 12′ 36″ est |
|       | Miécourt, Ferme                                                            |      |      |      | E    |      |      |      | Grand-Rue 101               | La Baroche            | 47° 25′ 37″ nord, 7° 10′ 30″ est |
|       | Ferme Nr. 22                                                               |      |      |      | E    |      |      |      |                             | La Chaux-des-Breuleux | 47° 13′ 13″ nord, 7° 01′ 44″ est |
|       | Ferme                                                                      |      |      |      | E    |      |      |      | La Bosse 38                 | Le Bémont             | 47° 16′ 11″ nord, 7° 01′ 06″ est |
|       | Ferme                                                                      |      |      |      | E    |      |      |      | Les Esserts 32              | Le Noirmont           | 47° 12′ 50″ nord, 6° 56′ 41″ est |
|       | Ferme                                                                      |      |      |      | E    |      |      |      | Peu-Girard 46a              | Les Breuleux          | 47° 12′ 46″ nord, 7° 00′ 13″ est |
|       | Ferme                                                                      |      |      |      | E    |      |      |      | Sur le Cratan 13            | Les Breuleux          | 47° 12′ 40″ nord, 7° 00′ 11″ est |
|       | Ferme                                                                      |      |      |      | E    |      |      |      | Nr. 35                      | Les Genevez           | 47° 15′ 20″ nord, 7° 07′ 46″ est |
|       | Musée rural jurassien                                                      |      |      |      | E    |      | M    |      | Les Clos-Dessus 10          | Les Genevez           | 47° 15′ 33″ nord, 7° 07′ 56″ est |
|       | Ancien prieuré du Löwenburg                                                | A    |      |      |      | O    |      |      | Le Löwenburg 86             | Pleigne               | 47° 26′ 01″ nord, 7° 18′ 51″ est |
|       | Löwenburg (station paléolithique en plein air/mines de silex néolithiques) | A    |      |      |      |      |      |      |                             | Pleigne               | 47° 26′ 14″ nord, 7° 19′ 29″ est |
|       | Archives cantonales jurassiennes et Bibliothèque cantonale jurassienne     |      | Arch | B    |      |      |      |      | Rue Pierre-Péquignat 9      | Porrentruy            | 47° 25′ 02″ nord, 7° 04′ 27″ est |
|       | Château de Porrentruy                                                      |      |      |      |      | O    |      |      | Chemin du Château           | Porrentruy            | 47° 25′ 10″ nord, 7° 04′ 21″ est |
|       | Église et collège des Jésuites et Séminaire                                |      |      |      |      | O    |      |      | Place Blarer-de-Wartensee 2 | Porrentruy            | 47° 24′ 51″ nord, 7° 04′ 33″ est |
|       | Église Saint-Pierre                                                        |      |      |      | E    |      |      |      | Rue de l‘Eglise No 15       | Porrentruy            | 47° 24′ 57″ nord, 7° 04′ 36″ est |
|       | Hôtel de Gléresse et Fondation des Archives de l'ancien Évêché de Bâle     |      | Arch |      | E    |      |      |      | Rue des Annonciades 10      | Porrentruy            | 47° 24′ 57″ nord, 7° 04′ 29″ est |
|       | Hôtel-Dieu avec pharmacie et musée                                         |      |      |      |      | O    | M    |      | Grand‘Rue 5                 | Porrentruy            | 47° 25′ 00″ nord, 7° 04′ 32″ est |
|       | Musée jurassien des sciences naturelles et Jardin botanique                |      |      |      |      |      | M    |      | Route de Fontenais 21       | Porrentruy            | 47° 24′ 51″ nord, 7° 04′ 40″ est |
|       | Le Mont (abri préhistorique)                                               | A    |      |      |      |      |      |      |                             | Saint-Brais           | 47° 18′ 44″ nord, 7° 08′ 32″ est |

1. ↑  Légende des différents types de biens :
  - A : Archéologie
  - Arch : Archive
  - B : Bibliothèque
  - E : Objet unique
  - M : Musée
  - O : Objets multiples
  - S : Cas particulier